# Dwight McCarthy
Dwight McCarthy è un personaggio ideato da Frank Miller, che compare nel volume II (Una donna per cui uccidere), nel volume III (Un'abbuffata di morte) e nel volume V (Affari di famiglia) dei fumetti di Sin City; compare anche in due racconti del volume VI (Alcol, pupe & pallottole) e nel film tratto dai fumetti.

## Storia
Fotografo dai turbolenti ma misteriosi trascorsi, lavora per la rivista scandalistica di Agamemnon. Vive totalmente solo, in astinenza dalle donne e dal vino, finché non rivede, dopo un periodo indeterminato di lontananza, la sua vecchia fiamma, una donna bellissima chiamata Ava Lord. Per lei commetterà follie (aiutato da Marv, vecchio compagno di bevute da Kadie's), credendola vittima di un ricco maniaco sadico: scoprirà troppo tardi che lei si è presa gioco di molte persone per i suoi loschi scopi. Ridotto quasi in fin di vita dagli scontri nella villa di Ava Lord, Dwight verrà rimesso in sesto dalle ragazze della Città Vecchia e dalla sua vecchia amica Gail. Così il suo aspetto cambierà enormemente: originariamente rasato a zero, il nuovo Dwight compare con una folta capigliatura e il volto totalmente cambiato grazie ad un intervento di chirurgia plastica.
Negli episodi seguenti Dwight sarà sempre al servizio delle ragazze della Città Vecchia e della loro comandante Gail, al fianco della piccola e letale Miho.
Dwight indossa sempre delle scarpe facilmente riconoscibili come All-Stars classiche della Converse, rosse nelle tavole a colori. Fra l'altro, si intuisce fin dalle prime tavole che segua le competizioni di basket NBA.
Dwight è riconosciuto soprattutto come l'unico capace di capire le emozioni di Miho nonostante questa rimanga sempre silenziosa e inespressiva.

## Altri media
Nella prima versione cinematografica del fumetto, girata da Robert Rodriguez nel 2005, la parte di Dwight è interpretata da Clive Owen.
Nel film Sin City - Una donna per cui uccidere la parte di Dwight è interpretata da Josh Brolin ed è il protagonista di eventi avvenuti prima di Un'abbuffata di morte.